# Alfred Klaus
Alfred Klaus (* 13. Oktober 1919 in Königsberg, Ostpreußen; † 16. Februar 2008 in Hamburg) war ein deutscher Kriminalbeamter, der durch seine Rolle in der Bekämpfung des Terrorismus der RAF große öffentliche Bekanntheit erlangte.

## Leben und Wirken
Während Politik, Medien und Justiz die „Baader-Mahler-Meinhof-Gruppe“ vorwiegend als kriminell begriffen und gern von einer „Baader-Mahler-Meinhof-Bande“ sprachen, erkannte Klaus aufgrund intensiven Quellenstudiums schon früh das ideologische Moment des Phänomens. Da er ein Interesse daran hatte, sich in das Denken der Terroristen hineinzuversetzen, bezeichneten ihn Kollegen ironisch als „Chefideologen der RAF“.
Im Jahr 1971 war Klaus am Aufbau der „Sonderkommission Terrorismus“ beteiligt und legte einen „Baader-Meinhof-Vorbericht“ vor, welcher das erste wichtige polizeiliche Dokument zum Thema darstellte.
Während seiner Recherchen besuchte er auch die Familien der RAF-Mitglieder, besonders um deren biographische Ursprünge zu erforschen. Ferner sollten die Angehörigen – wenn möglich – auf die Terroristen einwirken, ihr kriminelles Unternehmen zu beenden. Diese Tätigkeit brachte ihm innerhalb der RAF den Namen „Familienbulle“ ein.
Auch im Zuge des Deutschen Herbstes 1977 war Klaus aktiv und versuchte einen Kompromiss herbeizuführen. Damit scheiterte er jedoch an der unnachgiebigen Haltung von Bundeskanzler Helmut Schmidt. Im Dokudrama Todesspiel wird seine damalige Rolle dargestellt.
Auch nach seiner Pensionierung 1979 stand Klaus für Forschungsprojekte zur Verfügung und unterstützte alle Leute, welche zum Thema „Geschichte der RAF“ arbeiteten (v. a. Butz Peters, Stefan Aust). Er lebte zuletzt in Hamburg.